# Giardino (Capalbio)
Giardino è una frazione del comune italiano di Capalbio, nella provincia di Grosseto, in Toscana.

## Geografia fisica
La frazione del Giardino si presenta come una vasta frazione rurale che occupa il territorio capalbiese della cosiddetta Valle d'Oro, area pianeggiante divisa tra i territori comunali di Orbetello e Capalbio, delimitata a sud dal mar Tirreno, a ovest dalle alture di Poggio Settefinestre (62 metri s.l.m.) e Monte Alzato (81 m), a nord dalle propaggini di Poggio Farletta (180 m) e Monte Nebbiello (127 m), mentre a est da Poggio dei Butteri (154 m), Poggio Capalbiaccio (238 m) e dal Poggio Imperiale (147 m), da cui nasce il fosso Melone (9 km) che scende lungo la valle per immettersi nel lago di Burano, costituendo per un lungo tratto il confine con il comune di Orbetello.

## Storia
Il territorio del Giardino è stato particolarmente frequentato nell'antichità, come dimostrano i numerosi ritrovamenti archeologici, in quanto entroterra della colonia romana di Cosa, situata a sud-ovest sul promontorio dove oggi sorge il borgo di Ansedonia. Dopo la conquista romana di questo territorio (280 a.C.), originariamente dominio della città etrusca di Vulci, iniziò uno sfruttamento agricolo della Valle d'Oro da parte dell'aristocrazia di Roma. In seguito al fallimento di questo sistema, l'area andò incontro ad un lungo periodo di degrado, che culminò nell'età medievale con il definitivo abbandono di Cosa del 1329 e il conseguente spopolamento di tutte le campagne dell'entroterra.
Il territorio ritrovò nuova vita solamente a partire dalla fine del XVIII secolo, ma fu negli anni dalla riforma fondiaria (1951-1965) che il Giardino divenne nuovamente popoloso e fu elevato a frazione del comune di Capalbio: in questo periodo fu realizzato il centro servizi nell'area di una storica tenuta, con parrocchia autonoma fatta istituire dal vescovo Paolo Galeazzi il 14 aprile 1945. A partire dal 1981 sono iniziate nel territorio della frazione una serie di campagne archeologiche volte a riportare alla luce i resti delle antiche ville e abitazioni romane che ne costellavano le campagne, e nel 2013 è stato avviato un progetto di valorizzazione dell'area per l'istituzione di un Parco archeologico e paesaggistico Valle d'Oro.

## Monumenti e luoghi d'interesse

### Architetture religiose
- Chiesa del Sacro Cuore di Gesù, situata nel nucleo principale della frazione, è stata consacrata nel 1959, ma è sede di parrocchia già dal 1945. L'edificio presenta linee stilistiche semplici ed è caratterizzata dal campanile in calcestruzzo che svetta dietro il prospetto principale.[6]

### Architetture militari
- Castello di Capalbiaccio, resti di una imponente fortificazione medievale del XII secolo.

### Siti archeologici
- Acquedotto delle Forane, resti di acquedotto romano in località Le Forane, di probabile età tardo-repubblicana.[3]

- Fattoria repubblicana di Giardino, sito archeologico scavato a partire dal biennio 1981-1982, si tratta di un'antica casa colonica romana di epoca repubblicana.[3]

- Casale Tricosto, situato nei pressi del lago di San Floriano, conserva resti di insediamento romano con villa e fornace, ed una fattoria fortificata del XVI secolo.[3]

- Villa della Colonne, o di Sughereto, monumentale villa romana di cui si conservano i resti, allineati con la centuriazione, probabile dimora di facoltosi esponenti del senato romano.[3]

- Villa romana di Monte Nebbiello, resti di un insediamento di epoca post-classica.[3]

## Società

### Evoluzione demografica
Quella che segue è l'evoluzione demografica del centro abitato del Giardino.
| Anno | Abitanti |
| ---- | -------- |
| 1961 | 25       |
| 1981 | 17       |
| 2001 | 15       |
| 2011 | 18       |

## Geografia antropica
La frazione si presenta come una vasta area rurale, composta da un piccolo centro abitato, Giardino (12 m s.l.m., 18 abitanti), intorno a cui vertono numerose case sparse, perlopiù poderi e fattorie situate in tutto il territorio pianeggiante a nord della strada statale Aurelia, oltre il borgo della Torba.